# Irene Appiah
Irene Appiah (* 16. September 1976 in Hamburg) ist eine deutsche Politikerin (SPD). Seit dem 26. März 2025 ist sie Mitglied der 23. Hamburgischen Bürgerschaft.

## Leben
Appiah wurde am 16. September 1976 in Hamburg geboren und wuchs im Stadtteil Billstedt auf. Ihre Eltern stammen aus Ghana. Nach dem Abitur an der Gesamtschule Horn studierte sie Rechtswissenschaften an der Freien Universität Berlin und der Universität Hamburg und ist seither als Juristin und Referentin in der Behörde für Schule, Familie und Berufsbildung in Hamburg tätig.
Appiah engagiert sich seit 2012 in der SPD und war von 2019 bis 2024 Bezirksabgeordnete der SPD‑Fraktion Hamburg‑Mitte. Dort war sie die erste Abgeordnete mit afrikanischer Herkunft. Seit 2021 ist sie Mitglied im Landesvorstand der SPD Hamburg.
Bei der Bürgerschaftswahl 2025 zog Appiah über Platz 50 der Landesliste in die Hamburgische Bürgerschaft ein. Seit ihrem Einzug in die Hamburgische Bürgerschaft ist sie Mitglied im Einkommensausschuss, im Schulausschuss sowie im Ausschuss für Gleichstellung und Antidiskriminierung und im Verfassungs- und Bezirksausschuss. Sie ist außerdem Fachsprecherin für Antidiskriminierung und Gleichstellung sowie Kirchen und Religionsgemeinschaften.
Sie ist Mutter eines Sohnes und lebt in Hamburg.